# 沙漠の魔王
『沙漠の魔王』（さばくのまおう）とは福島鉄次作の長編絵物語である。1949年（昭和24年）から1956年（昭和31年）までの間、月刊『少年少女冐險王』（のちの『冒険王』）（秋田書店刊）に連載され、その後、単行本（全9巻）となった。

## 作品概要
秋田書店の初代社長、秋田貞夫の提案を受け、『少年少女冐險王』の創刊号冒頭をオールカラーで飾った「ポップ少年の冒険・ダイヤ魔神」が初出であったが、副主人公である巨人に人気が集中し、二回目よりこの題名となり、魔王の活躍が始まる。
物語は『アラジンと魔法のランプ』に想を得ている。香木を焚くと香炉から巨大な魔王が出現し、飛行石の力を以って空を飛び、無敵の力を発揮する。彼自身は呼び出した者の命を受けるので、時には主人公であるポップ少年と敵対することもある。
舞台はアラビアともアフリカともつかぬ異郷の地、魔王はターバンを巻き赤いマントを身にまといブーツを履いたアラブ風のコスチューム。四色カラー16ページという豪華な体裁に盛り込まれた異国情緒あふれる背景世界は、その荒唐無稽な冒険活劇の筋立てと共に、終戦直後の少年たちの心を捉えた。後にアニメ映画監督となる宮崎駿もその1人で、『風の谷のナウシカ』や『天空の城ラピュタ』に本作の影響を見出すことができる。
特筆すべきは、グラフィック面である。アメリカンコミックスに影響を受けた、鮮やかでキッチュな彩色、大胆な構図と緻密で立体的な描写、ユニークな兵器のデザイン。これらは世紀を隔てた今も魅力を放っている。
本作は、山川惣治・小松崎茂の諸作品と共に、「絵物語」という新ジャンルの端緒を開いた。
当時、単行本が発売されたが全巻刊行されず、最後の22話分が未収録の状態であったが、2012年8月10日に発行された『「沙漠の魔王」完全復刻版』が初の完全版刊行となった。復刻版刊行を記念して『週刊少年チャンピオン』（秋田書店）2012年27号-30号誌上において特集が組まれ、作品紹介や宮崎駿、藤子不二雄Ⓐのインタビュー、宮崎駿研究家である叶精二による解説などが掲載された。また『完全復刻版』には藤子、叶 以外に寺沢武一、中野晴行、小野耕世、中条省平のコメントが収録された。この復刻により三鷹の森ジブリ美術館『挿絵が僕らにくれたもの』展（2012年6月2日-2013年5月）に本作品の複製画が展示されることとなった。

## 単行本
- 福島鉄次『沙漠の魔王』第一巻～第九巻　秋田書店（昭和２０年代に刊行されたが最終巻１０巻は発売されず）。
- 福島鉄次『「沙漠の魔王」完全復刻版』 秋田書店　(2012年8月10日発売　ISBN 978-4-253-10201-8)

## 参考書籍
- 『少年漫画劇場第二巻 冒険活劇』 筑摩書房
- 『毎日グラフ 第32巻第41号』 毎日新聞社（1979/10/14）掲載・福島鉄次インタビュー
- 『週刊少年チャンピオン』（2012年27号-30号） 秋田書店